# Adam og Eva
Pour plus de détails, voir Fiche technique et Distribution.
Adam og Eva (littéralement « Adam et Ève ») est un film danois réalisé par Erik Balling et sorti en 1953.

## Synopsis
En rentrant chez lui après une conférence à Paris, M. Johansen s'est retrouvé accidentellement en possession d'un petit livre français. Il n'a aucune idée de l'origine du livre ni de son contenu, mais il décide de le faire circuler secrètement. Par la suite, le livre passe entre les mains de 5 personnes différentes et provoque des conflits inattendus, des suspicions et des incompréhensions pour chacune d’elles.

## Fiche technique
- Titre : Adam og Eva
- Réalisation : Erik Balling
- Scénario : Erik Balling
- Musique : Hans Schreiber
- Photographie : Henning Kristiansen et Poul Pedersen
- Production : John Hilbert
- Société de production : Nordisk Film
- Pays de production :  Danemark
- Genre : Comédie
- Durée : 96 minutes
- Date de sortie : 
  - Danemark : 6 avril 1953

## Distribution
- Louis Miehe-Renard : Adam Johansen
- Sonja Jensen : Eva
- Per Buckhøj : Svend Aage Johansen
- Inger Lassen : Martha Johansen
- Gunnar Lauring : Thomas Brun
- Beatrice Bonnesen : Fru Brun
- Bertel Lauring : Claus Brun
- Poul Reichhardt : Peter
- Torkil Lauritzen
- Astrid Villaume
- Karin Nellemose
- Josée Ariel

## Distinctions
- Bodil du meilleur film danois aux Bodil Awards
- Bodil du meilleur acteur pour Per Buckhøj[1]